# Damnatio ad bestias

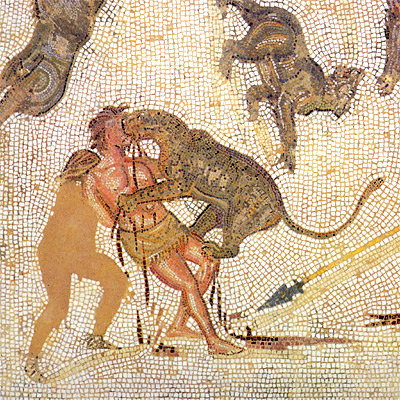
Leopardos atacando um criminoso, mosaico romano, século III, Museu Arqueológico da Tunísia

Damnatio ad bestias (em latim por "condenação a bestas") era uma forma de pena capital romana na qual a pessoa condenada era morta por animais selvagens, geralmente leões ou outros felinos. Essa forma de execução, que chegou à Roma antiga por volta do século II a.C., fazia parte da classe mais ampla de esportes de sangue chamada Bestiário.
O ato de damnatio ad bestias era considerado entretenimento para as classes mais baixas de Roma. O assassinato de animais selvagens, como os leões-do-atlas, fez parte dos jogos inaugurais do Anfiteatro Flaviano, conhecido como Coliseu, em 80 d.C. Entre os séculos I e III d.C, essa penalidade também foi aplicada aos piores criminosos, escravos fugitivos e cristãos.

## História
O objetivo exato do damnatio ad bestias não é conhecido e pode ter sido um sacrifício religioso e não uma punição legal, especialmente nas regiões onde os leões existiam naturalmente e eram reverenciados pela população, como África, Índia e outros. partes da Ásia. Por exemplo, a mitologia egípcia teve um demônio quimérico do submundo, Ammit, que devorou as almas de seres humanos excepcionalmente pecadores, bem como outras divindades semelhantes a leões, como Sacmis, que, segundo a lenda, quase devorou toda a humanidade logo após seu nascimento. Há também relatos de alimentar leões e crocodilos com humanos, mortos e vivos, no Egito antigo e na Líbia.
Condenações semelhantes são descritas por historiadores das campanhas de Alexandre na Ásia Central. Um macedônio chamado Lisímaco, que falou antes de Alexandre por uma pessoa condenada à morte, foi jogado para um leão, mas venceu a besta com as próprias mãos e se tornou um dos favoritos de Alexandre. No norte da África, durante a Guerra dos Mercenários, o general cartaginês Amílcar Barca jogou prisioneiros para as bestas, enquanto Aníbal forçou os romanos capturados nas Guerras Púnicas a lutarem entre si, e os sobreviventes tiveram que se opor aos elefantes.

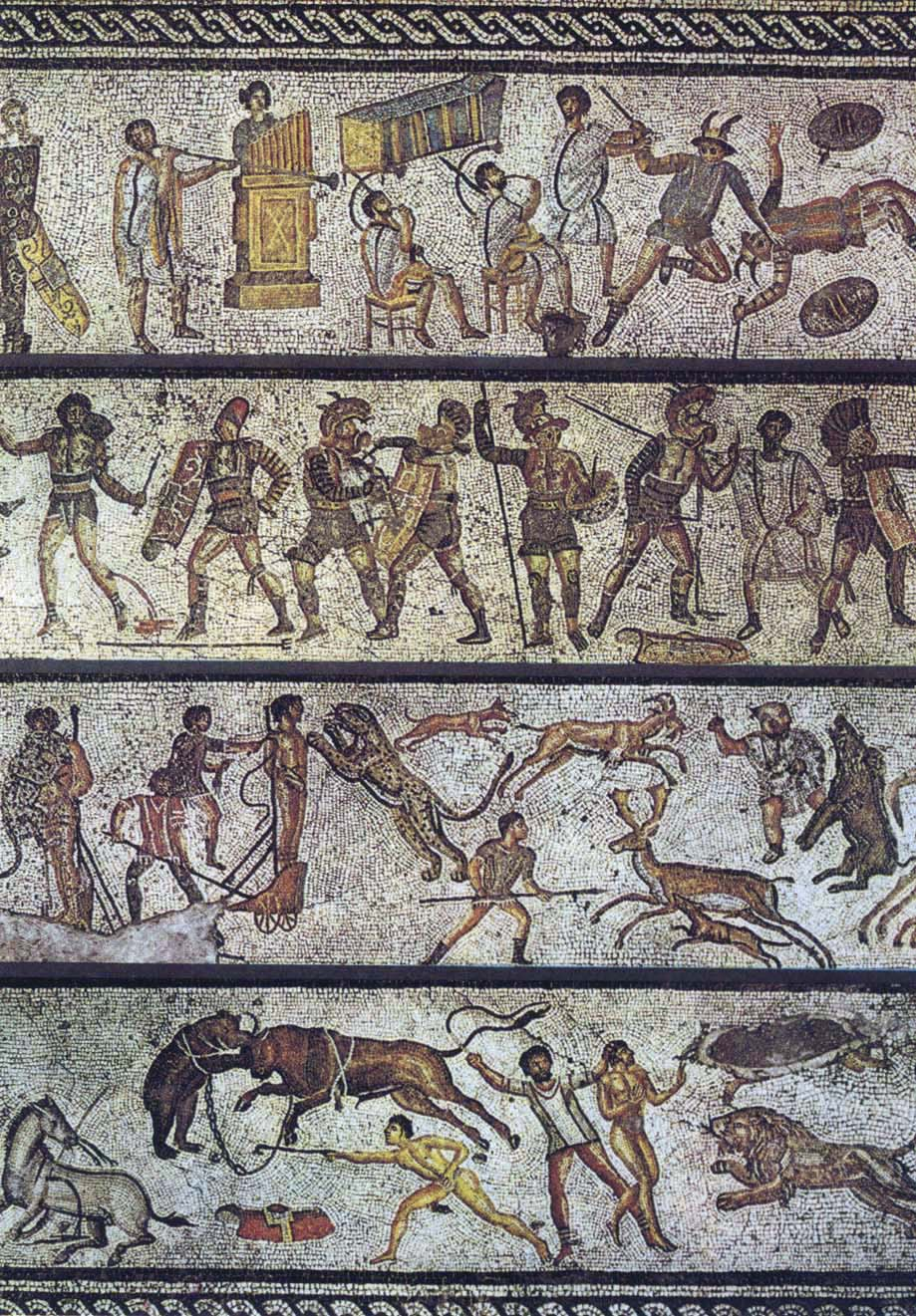
Gladiadores na arena do circo, Mosaico de Zlitene, século I

Os leões eram raros na Roma Antiga, e o sacrifício humano foi proibido por Numa Pompílio no século VII a.C., segundo a lenda. Damnatio ad bestias apareceu lá não como uma prática espiritual, mas como um espetáculo. Além dos leões, outros animais foram utilizados para esse fim, incluindo ursos, leopardos e tigres-do-Cáspio. Foi combinado com o combate de gladiadores e foi apresentado pela primeira vez no Fórum Romano e depois transferido para os anfiteatros.

### Terminologia
Enquanto o termo damnatio ad bestias é geralmente usado em sentido amplo, os historiadores distinguem dois subtipos: objicĕre bestiis (devorar por bestas) onde os humanos estão indefesos, e damnatio ad bestias, onde os punidos são esperados e preparados para lutar. Além disso, havia feras profissionais treinados em escolas especiais, como a Escola Romana da Manhã, que recebeu esse nome pela época dos jogos. Essas escolas ensinavam não apenas brigas, mas também o comportamento e domesticação de animais. Os lutadores foram libertados na arena vestidos com uma túnica e armados apenas com uma lança (ocasionalmente com uma espada). Às vezes eram assistidos por venadores (caçadores), que usavam arcos, lanças e chicotes. Tais brigas de grupo não eram execuções humanas, mas sim brigavam e caçavam animais. Vários animais foram utilizados, como elefantes, javalis, búfalos, auroques, ursos, leões, tigres, leopardos, hienas e lobos. A primeira caça encenada (em latim: venatio) contou com leões e panteras e foi arranjado por Marco Fúlvio Nobilior em 186 a.C. no Circo Máximo por ocasião da conquista grega da Etólia. O Coliseu e outros circos ainda contêm corredores subterrâneos que foram usados para levar os animais à arena.

### História e descrição

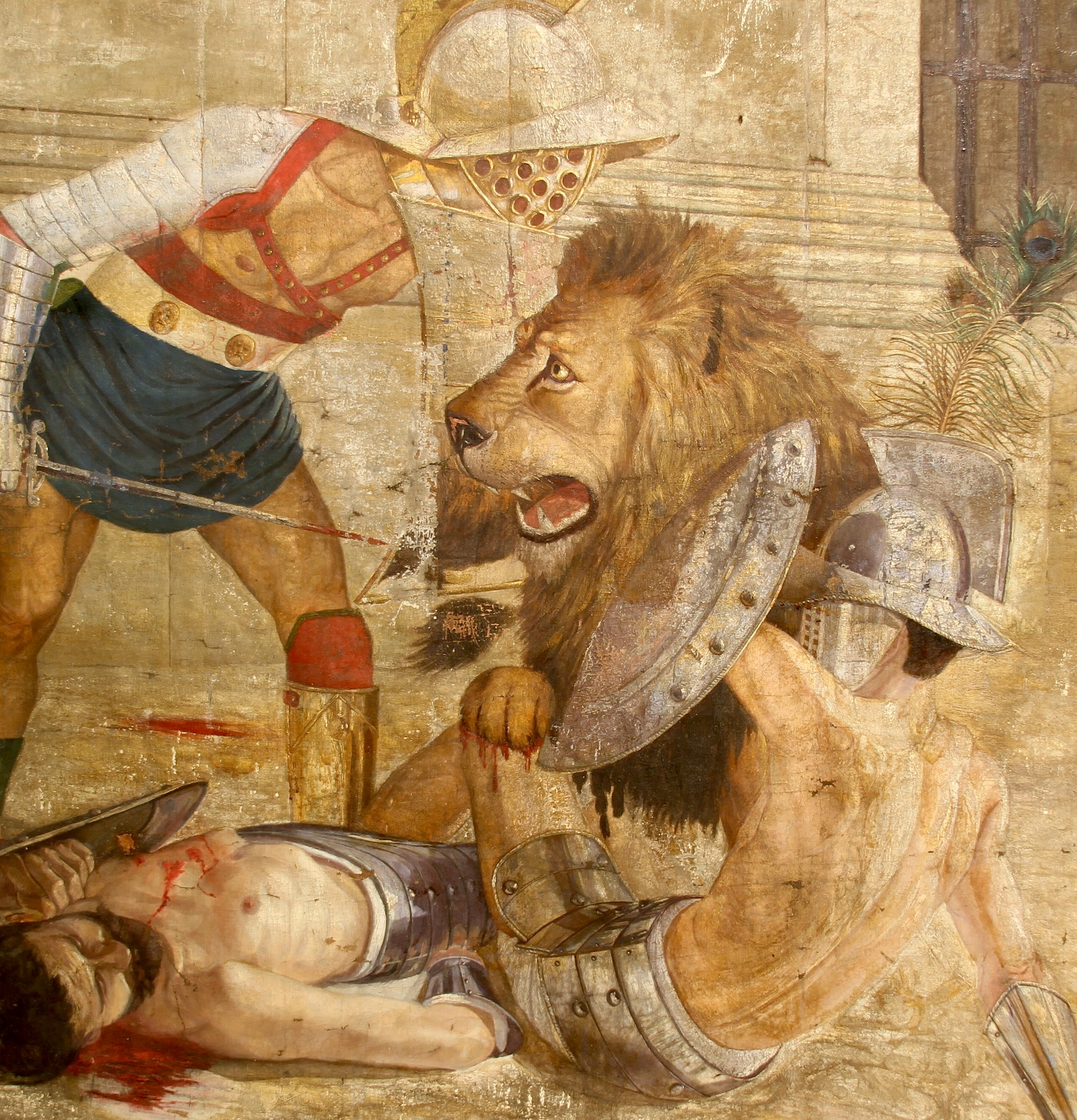
Gladiadores lutando com um bárbaro leão

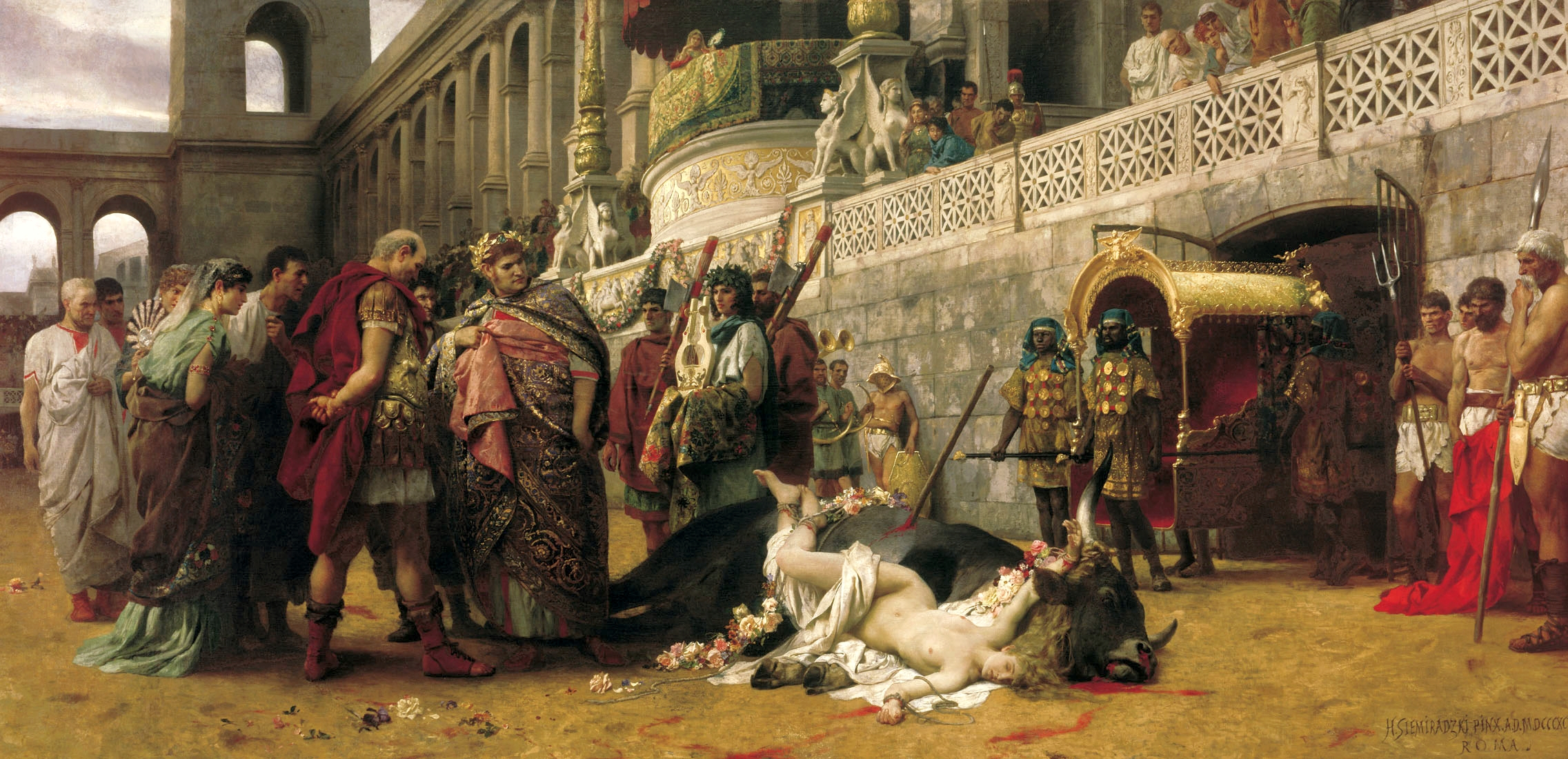
Cristã Dirce, de Henryk Siemiradzki (Museu Nacional, Varsóvia), mostra o castigo de uma mulher romana que se converteu ao cristianismo. A pedido do imperador Nero, a mulher, como a mitológica Dirce, foi amarrada a um touro selvagem e arrastada pela arena.

O costume de submeter criminosos a leões foi trazido para a Roma antiga por dois comandantes, Lúcio Emílio Paulo Macedônico, que derrotou os macedônios em 167 a.C., e seu filho Púbilo Cipião Emiliano, que conquistou a cidade africana de Cartago em 146 a.C. Era originalmente uma punição militar, possivelmente emprestada dos cartagineses. Roma reservou seu primeiro uso para aliados militares não-romanos considerados culpados de deserção . Os condenados eram amarrados a colunas ou jogados aos animais, praticamente indefesos (ou seja, objicĕre bestiis).
Alguns exemplos documentados de damnatio ad bestias na Roma antiga incluem o seguinte: Estrabão testemunhou a execução do líder dos escravos rebeldes Selur. O bandido Lauréolo foi crucificado e depois devorado por uma águia e um urso, conforme descrito pelo poeta Marcial em seu Livro de Espetáculos. Tais execuções também foram documentadas por Sêneca, o Jovem (Sobre a raiva, III 3), Apuleio (O Burro de Ouro, IV, 13), Lucrécio (Sobre a natureza das coisas ) e Petrônio (Satyricon, XLV). Cícero ficou indignado com o fato de um homem ter sido jogado nas bestas para divertir a multidão só porque ele era considerado feio. Suetônio escreveu que, quando o preço da carne era muito alto, Calígula ordenava que os prisioneiros, sem discriminação em relação a seus crimes, fossem alimentados com animais de circo. Pompeu usou damnatio ad bestias para mostrar batalhas e, durante seu segundo consulado (55 a.C.), encenou uma luta entre gladiadores fortemente armados e 18 elefantes.
Os animais mais populares eram os leões, que foram importados para Roma em números significativos especificamente para damnatio ad bestias. Os ursos, trazidos da Gália, Alemanha e até do norte da África, eram menos populares. Os municípios locais foram ordenados a fornecer alimentos para os animais em trânsito e não atrasar sua estadia por mais de uma semana. Alguns historiadores acreditam que a exportação em massa de animais para Roma danificou a vida selvagem no norte da África.

### Execução de cristãos

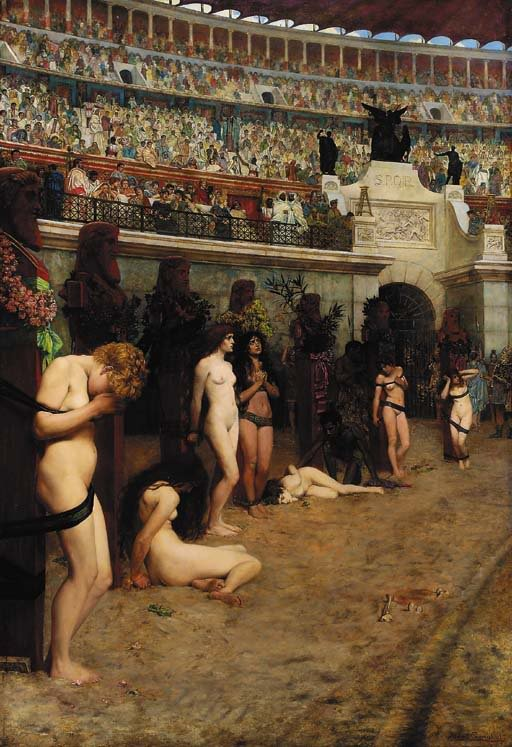
"Fiéis até a morte", de Herbert Schmalz

O uso de damnatio ad bestias contra os cristãos começou no século I. Tácito afirma que durante a primeira perseguição aos cristãos sob o reinado de Nero (após o incêndio de Roma em 64), as pessoas foram envolvidas em peles de animais (chamadas de túnica molesta) e jogadas aos cães. Essa prática foi seguida por outros imperadores que a levaram para a arena e usaram animais maiores. A aplicação de damnatio ad bestias aos cristãos visava equipará-los aos piores criminosos, que geralmente eram punidos dessa maneira.
Existe uma visão generalizada entre os especialistas contemporâneos que a importância dos cristãos entre os condenados à morte na arena romana foi muito exagerada nos tempos antigos. Não há evidências de que cristãos sejam executados no Coliseu de Roma.
De acordo com as leis romanas, os cristãos eram:
1. Culpado de alta traição (majestatis rei)
  1. Para seu culto, os cristãos reunidos em segredo e à noite, realizando assembleias ilegais, e a participação em tal collegium illicitum ou coetus nocturni foram equiparados a um tumulto.
  2. Por sua recusa em honrar imagens do imperador por libações e incenso.
2. Dissidentes dos deuses do estado (άθεοι, sacrilegi)
3. Seguidores de magia proibida por lei (magi, malefici)
4. Confessores de uma religião não autorizada pela lei (religio nova, peregrina et illicita), de acordo com as Lei das Doze Tábuas.

A disseminação da prática de atirar cristãos às bestas foi refletida pelo escritor cristão Tertuliano (século II). Ele afirma que o público em geral culpava os cristãos por qualquer infortúnio geral e, após desastres naturais, gritava "Fora com eles para os leões!" Esta é a única referência de contemporâneos que menciona que cristãos são jogados especificamente para leões. Tertuliano também escreveu que os cristãos começaram a evitar teatros e circos, que estavam associados ao local de sua tortura. " A paixão de São Perpétua, São Felicitas e seus companheiros", um texto que pretende ser uma testemunha ocular de um grupo de cristãos condenados a damnatio ad bestias em Cartago em 203, afirma que os homens deveriam se vestir nas vestes de um sacerdote do deus romano Saturno, as mulheres como sacerdotisas de Ceres e foram mostradas à multidão como tal. Os homens e as mulheres foram trazidos de volta em grupos separados e primeiro os homens, depois as mulheres, expostos a uma variedade de bestas selvagens. As vítimas foram acorrentadas a postes ou plataformas elevadas. Aqueles que sobreviveram aos primeiros ataques com animais foram trazidos de volta para exposição adicional aos animais ou executados em público por um gladiador.
A perseguição aos cristãos cessou no século IV O Édito de Milão (313) deu-lhes liberdade de religião.

### Sanção por outros crimes
As leis romanas, que são conhecidas por nós pelas coleções bizantinas, como o Código de Teodósio e Código de Justiniano, definiam quais criminosos poderiam ser jogados em bestas (ou condenados por outros meios). Eles incluíram:
- Desertores do exército
- Aqueles que empregaram feiticeiros para prejudicar os outros, durante o reinado de Caracala.[32] Esta lei foi restabelecida em 357 por Constâncio II[33]
- Envenenadores; pela lei de Cornélio, os patrícios foram decapitados, os plebeus lançados aos leões e os escravos foram crucificados[34][35]
- Falsificadores, que também podem ser queimados vivos[36]
- Criminosos políticos. Por exemplo, após a derrubada e assassinato de Cômodo, o novo imperador jogou aos leões os servos de Cômodo e Narciso, que o estrangularam. Embora Narciso tenha levado o novo imperador ao poder, ele cometeu um crime de assassinato do anterior.[37] O mesmo castigo foi aplicado a Mnesteus, que organizou o assassinato do imperador Aureliano.[38]
- Patricides, que normalmente eram afogados em uma bolsa de couro cheia de cobras(poena cullei), mas podiam ser jogados em bestas se não houvesse um corpo de água adequado.
- Instigadores de levantes, que foram crucificados, jogados em feras ou exilados, dependendo de seu status social.[39]
- Aqueles que sequestraram crianças por resgate, de acordo com a lei de 315 pelo imperador Constantino, o Grande, foram jogados aos animais ou decapitados.

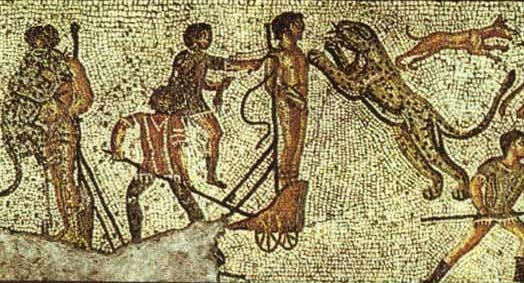
Lutadores de feras e criminosos sendo executados, o leopardo de Zliten, mosaico de c. 200 d.C

O condenado foi privado de direitos civis; ele não conseguiu escrever um testamento e sua propriedade foi confiscada. A exceção de damnatio ad bestias foi dada aos militares e seus filhos. Além disso, a lei de Petrônio (Lex Petronia), de 61 d.C., proibia os empregadores de enviar seus escravos para serem comidos por animais sem um veredicto judicial. Os governadores locais foram solicitados a consultar um deputado romano antes de encenar uma luta de gladiadores qualificados contra animais.
A prática de damnatio ad bestias foi abolida em Roma em 681 d.C. Foi usada uma vez depois disso no Império Bizantino: em 1022, quando vários generais desonrados foram presos por tramarem uma conspiração contra o Imperador Basílio II, foram presos e suas propriedades apreendidas, mas o eunuco real que os ajudou foi jogado para os leões. Além disso, um bispo de Saare-Lääne estava condenando criminosos a damnatio ad bestias no castelo do bispo na moderna Estônia na Idade Média.

## Vítimas notáveis, de acordo com várias tradições cristãs

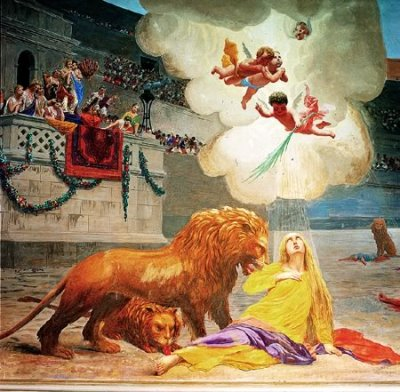
O martírio de Santa Eufémia

- Inácio de Antioquia (107, em Roma) [44]
- Santa Glicéria (141, Trayanopolis, na Trácia) [45]
- Santa Blandina (177, em Lyon)
- Perpétua e Felicidade, Saturo e outros (203, presumivelmente em Cartago)
- Germânico, segunda metade do século II, em Esmirna (mencionado no Martírio de Policarpo de Esmirna)
- Mártir Eufêmia, (303, provavelmente em Calcedônia)
- Agápio (306, em Cesareia)

### Sobreviveu, de acordo com várias lendas

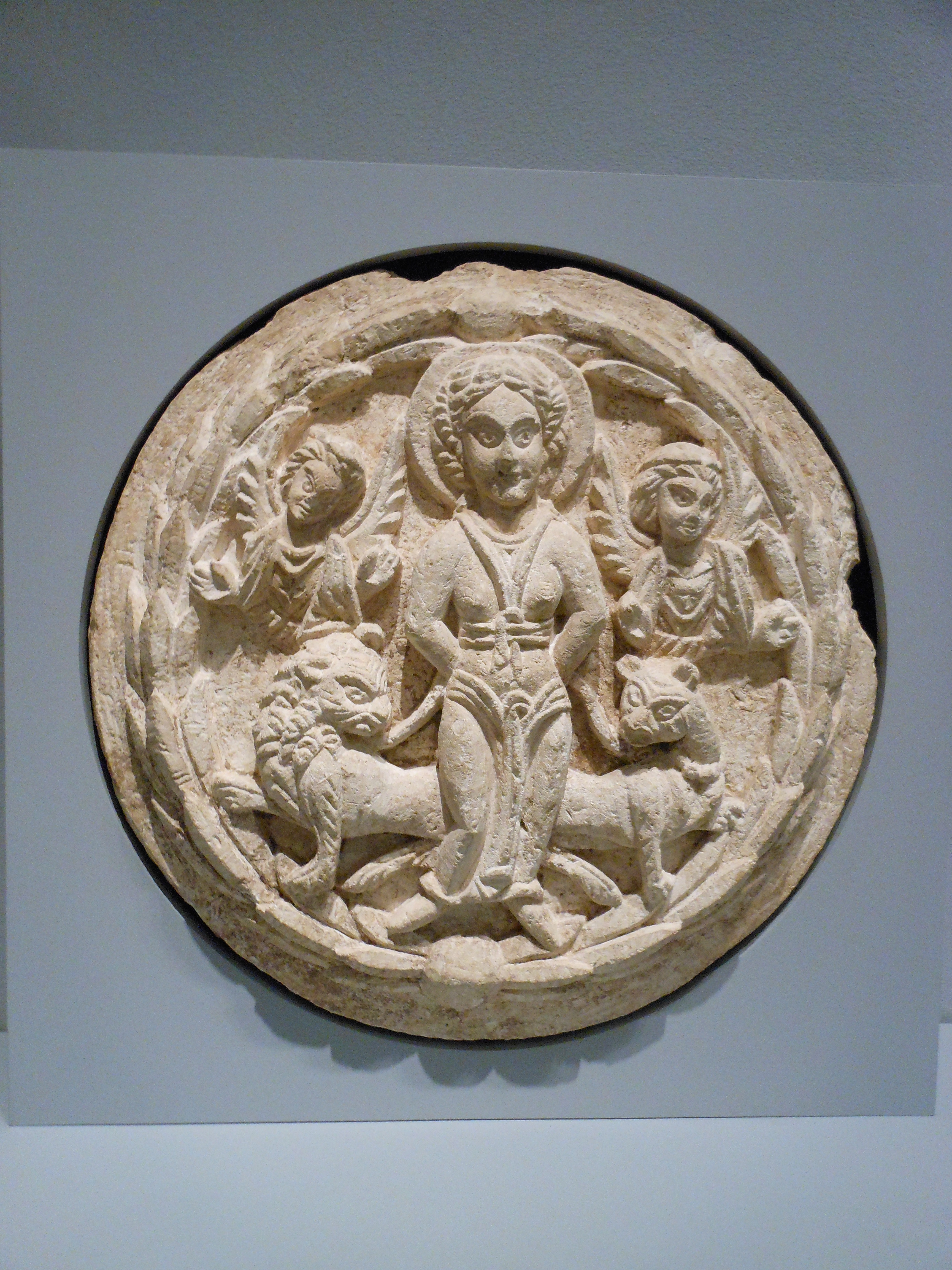
Santa Tecla e os animais selvagens, provavelmente do Egito, século V, Museu Nelson-Atkins

- Uma descrição inicial da fuga da morte devorando está na história de Daniel no Livro de Daniel (século II a.C.).
- O escritor grego Apião (século I) conta a história de um escravo Androcles (durante o governo de Calígula) que foi pego após fugir de seu mestre e jogado para um leão. O leão poupou-o, o que Androcles explicou dizendo que ele puxou um espinho da pata do mesmo leão quando se escondia na África, e o leão lembrou-se dele.[46]
- Paulo (de acordo com os apócrifos e as lendas medievais, baseado em sua nota "quando lutei com animais em Éfeso", 1 Coríntios, 15,32)
- Tecla, de acordo com a história apócrifa Atos de Paulo e Tecla
- Uma fuga anedótica é relatada na biografia do imperador Galiano (na História Augusta).[47] Um homem foi pego depois de vender o copo da esposa do imperador em vez de pedras preciosas. Galieno o condenou a enfrentar leões, mas ordenou que um frango capão, vez de um leão, fosse deixado na arena. O arauto do imperador proclamou "ele forjou e foi tratado da mesma forma". O comerciante foi então libertado.

## Descrição na cultura popular

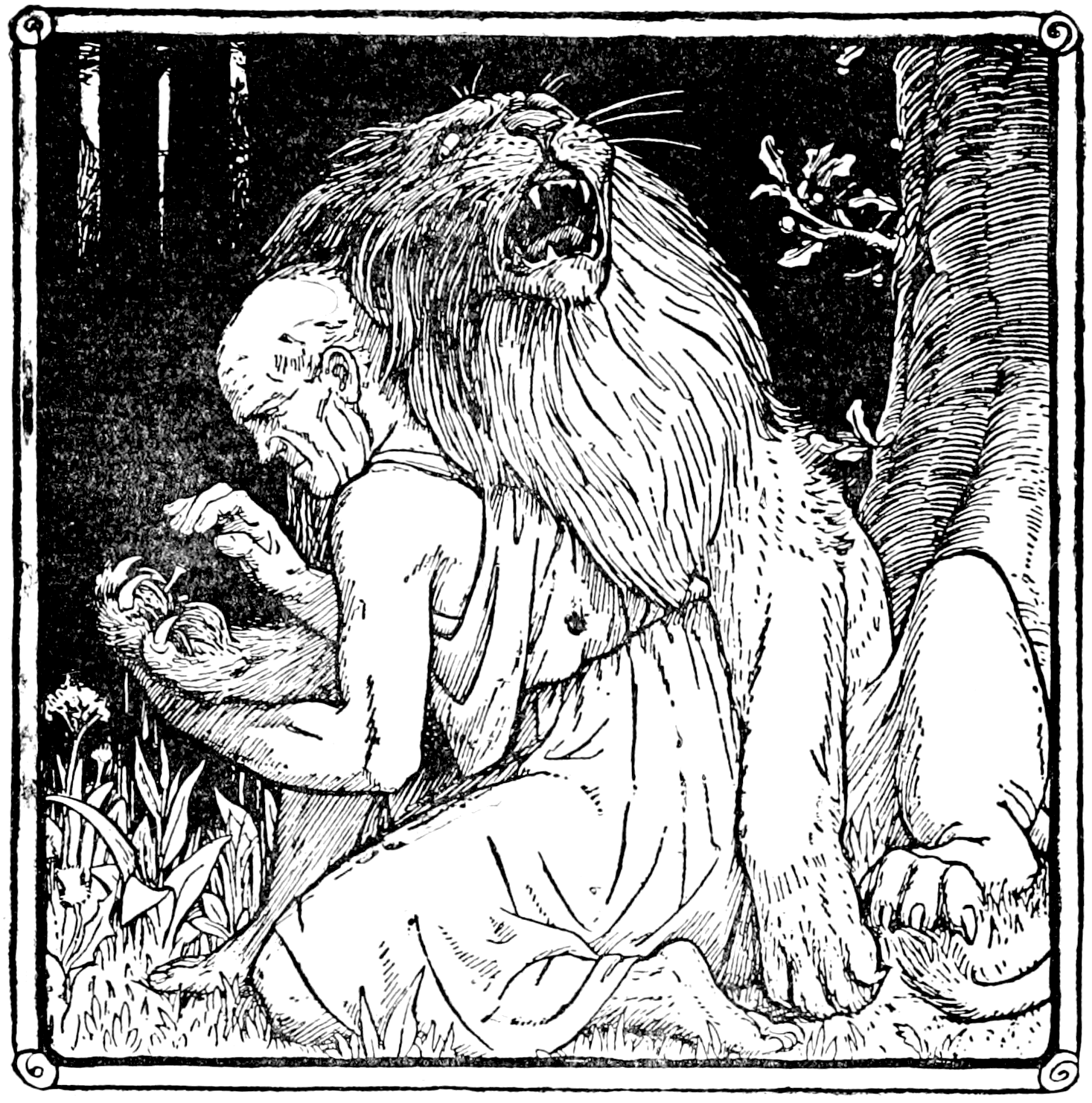
Androcles puxando um espinho da pata do leão

### Literatura
- Tommaso Campanella em sua utopia A Cidade do Sol sugere usar damnatio ad bestias como forma de punição.[48]
- George Bernard Shaw . Androcles e o leão
- Henryk Sienkiewicz . Quo Vadis
- Lindsey Davis . Dois para os Leões

### Filme
- Lutas contra animais selvagens na arena do Coliseu Romano foram exibidas em Gladiator (2000) e outros filmes.

### Música
- A banda canadense de Death Metal Ex Deo tem uma música intitulada "Pollice Verso (Damnatio ad Bestia)" no álbum Caligvla .

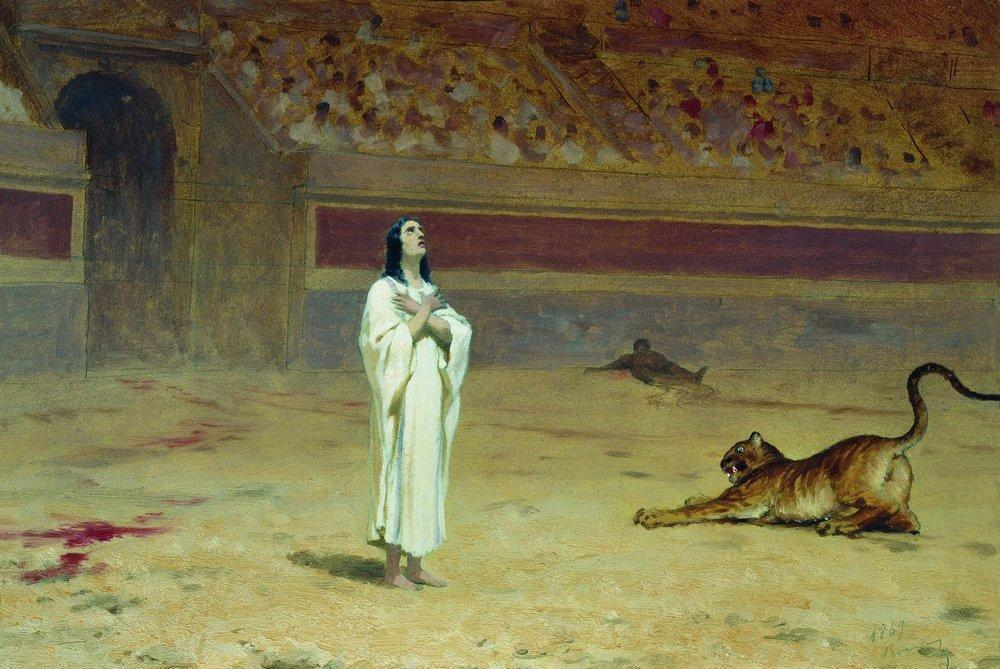
Mártir na arena do circo por Fyodor Bronnikov, 1869
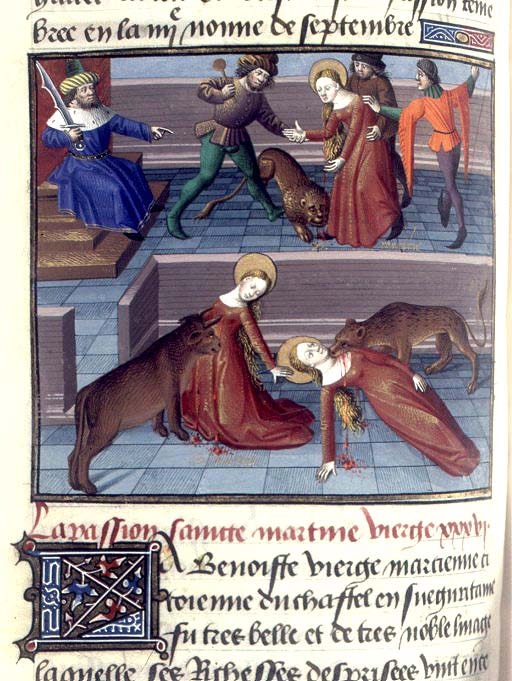
Martírio de São Marcienne, miniatura do século XV
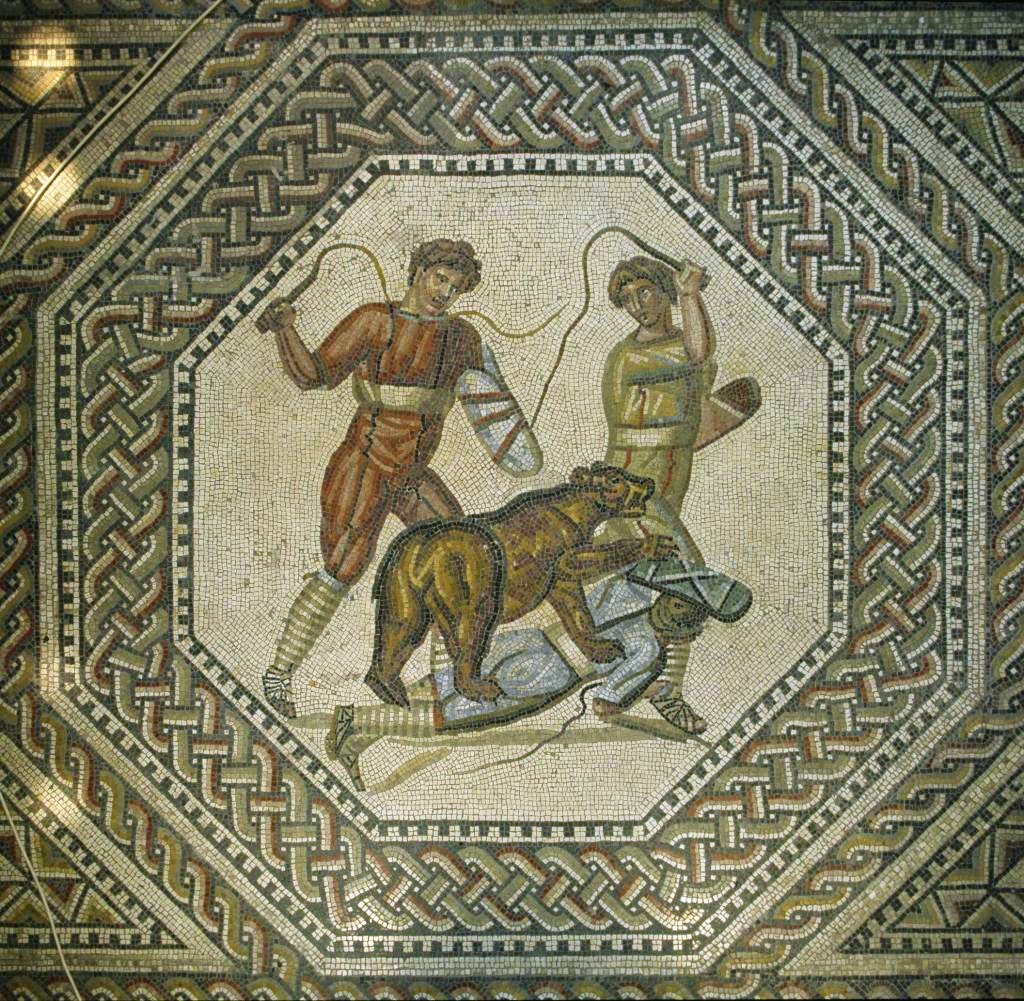
Urso devorando um criminoso. Mosaico romano
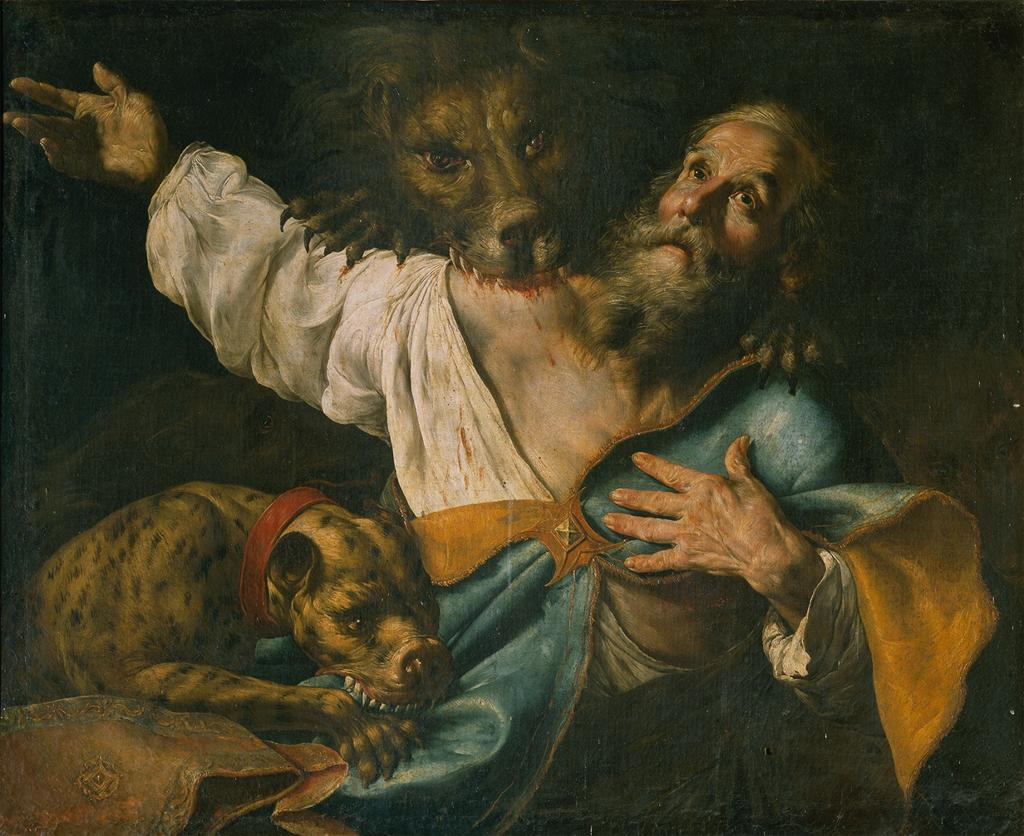
Inácio de Antioquia, dilacerado por leões